# Jean-Jacques Hofmann
Pour les articles homonymes, voir Hofmann.
Vous pouvez aider à l'améliorer ou bien discuter des problèmes sur sa page de discussion.
- Son ton est trop élogieux, voire hagiographique. Le texte doit adopter un ton neutre et encyclopédique (aide). (Marqué depuis octobre 2024)
- La traduction doit être revue. Le contenu est difficilement compréhensible à cause d’erreurs de traduction, peut-être dues à l’utilisation d’un logiciel de traduction automatique. (Marqué depuis octobre 2024)

Jean-Jacques Hofmann ou Johann Jakob Hofmann, né à Bâle, en 1635, et mort dans cette même ville, le 10 mai 1706, est un philologue, théologien et historien suisse.

## Biographie
Son père, professeur en droit à l'Académie de cette ville, lui inspira de bonne heure le goût du travail, et le dirigea dans ses premières études. Le jeune Hoffmann fit ses cours de philosophie et de théologie avec beaucoup de distinction, et fut promu au saint ministère . La faiblesse de sa santé ne lui permettant pas de  suivre cette carrière, il se consacra à l'enseignement  et après avoir donné pendant plusieurs  années des leçons particulières, il fut pourvu, en 1667 de la chaire de grec à l'Académie : il obtint celle d'histoire en 1683, et enfin, devint Docteur en théologie en 1685 ; il remplit sa tâche avec un zèle  infatigable, et mourut de marasme  le 10 mai 1706, sans avoir jamais quitté sa patrie.

## Œuvres
On a de lui plusieurs ouvrages, mais le plus connu est un Dictionnaire universel en latin, où l'on apprend succinctement l'Histoire sacrée & profane, la Chronologie, la Géographie, la Généalogie des familles et des Princes, la Mythologie, les Usages, les Cérémonies, et ce qui regarde les animaux et les plantes, les métaux, les pierres et les perles.
Publié sous le titre‚ Lexicon universale, historico-geographico-chronologico-poetico-phîlologicum, Bâle, 1677, 2 vol. in-fol., et un supplément en 1683, 2 vol., ce livre eut peu de succès au départ.
Considéré comme un arrangement de Dictionarium Historicum, geographicum, poeticum de Charles Estienne, (Genève, 1596).
Hoffmann, ne pouvant déterminer son libraire à  en donner une seconde édition avant que la première  fût écoulée ; il traita avec Hackius, qui en  publia une nouvelle version à Leyde, en 1698, en 4vol. in-fol.), dans laquelle les suppléments furent refondus et  augmentés.
Le libraire de Bale, éprouvant par là  une perte considérable, poursuivit Hofmann, qui  lui promit, pour le dédommager, de lui abandonner  le profit d'une troisième édition qu'il projetait  mais elle n'a point paru.
Ce dictionnaire est rédigé sur un plan très étendu ; mais presque  toutes les parties ont donné lieu à beaucoup de critiques. Les  articles de géographie ancienne passent pour les  meilleurs. Le titre du livre annonce les diverses synonymies des noms géographiques tirés de  vingt langues différentes. Les articles d'histoire sont souvent superficiels et inexacts.
Enfin, l'auteur ne laisse échapper aucune occasion de déclamer contre la  religion catholique et contre la France.

### Travaux sur Hofmann
- Robert Collison: Encyclopaedias: their history throughout the ages. 2. Auflage. Hafner, New York 1964, S. 89.
- Georg Meyer: Das Konversations-Lexikon, eine Sonderform der Enzyklopädie. Dissertation, Universität Göttingen, 1966, S. 18.
- Wolfgang Rother: Die Philosophie an der Universität Basel im 17. Jahrhundert: Quellen und Analyse. Juris, Zürich 1981  (= Diskussion, Universität Zürich, 1980), S. 217–220.
- (de) Wilhelm Vischer, « Hofmann, Johann Jacob », dans Allgemeine Deutsche Biographie (ADB), vol. 12, Leipzig, Duncker & Humblot, 1880, p. 630